# Vouzon
 Vouzon  es una población y comuna francesa, en la región de Centro, departamento de Loir y Cher, en el distrito de Romorantin-Lanthenay y cantón de Lamotte-Beuvron.

## Demografía
| 1125 | 1168 | 1224 | 1234 | 1318 | 1248 | 1320 | 1460 | 1458 | 1430 | 1516 | 1563 | 1532 | 1540 | 1558 | 1565 | 1564 | 1728 | 1304 | 1407 | 1192 | 1066 | 1213 | 1178 | 1118 | 1051 | 1044 | 1107 | 1008 | 1060 | 1420 |
| Para los censos de 1962 a 1999 la población legal corresponde a la población sin duplicidades (Fuente: INSEE [Consultar]) |      |      |      |      |      |      |      |      |      |      |      |      |      |      |      |      |      |      |      |      |      |      |      |      |      |      |      |      |      |      |